# پفی‌مرغ سینه‌سفید
پفی‌مرغ سینه‌سفید (نام علمی: Malacoptila fusca) گونهای از پرندگان خانواده پفی‌مرغان (Bucconidae) و یکی از هفت گونه در سردهٔ نرم‌پرها (Malacoptila) است که در برزیل، کلمبیا، اکوادور، گویان فرانسه، گویان، پرو، سورینام و ونزوئلا یافت می‌شود.